# Mi amor sin tiempo
 (срп. Моја љубав без времена) мексичка је теленовела, продукцијске куће Телевиса, снимана 2024. У серији играју Карла Ескивел, Андрес Баида, Летисиа Калдерон, Хуана Ариас, Мане де ла Пара и Алехандро Камачо.

## Улоге
| Глумац                  | Улога              |
| ----------------------- | ------------------ |
| Карла Ескивел           | Фатима             |
| Андрес Баида            | Себастиан          |
| Летисиа Калдерон        | Грета              |
| Хуана Ариас             | Барбара            |
| Мане де ла Пара         | Данијел            |
| Кариме Лозано           | Рената             |
| Алехандро Камачо        | Федерико           |
| Мицхаел Ронда           | Адриан             |
| Јоланда Вентура         | Лусија             |
| Луз Марија Јерез        | Ана                |
| Алма Делфина            | Јесуса             |
| Ерик дел Кастиљо        | Алваро             |
| Федерико Ајос           | Пабло              |
| Маурицио Абуларах       | Марио              |
| Дамиана Беј             | Триана             |
| Андреа де Фатима        | Бренда             |
| Дениа Агалианоу         | Карла              |
| Алехандра Андреу        | Вераниа            |
| Паола Тоиос             | Геновева           |
| Јулиа Аргуеллес         | Каролина           |
| Рафаелла Гавира Бигорра | Макарена           |
| Клаудија Зепеда         | Марикруз           |
| Ракуел Морелл           | Маггие             |
| Лаура Луз               | Кармен             |
| Мариа Марцела           | Сара               |
| Роберто Матеос          | Хозе               |
| Иан Андраде             | Ремигио            |
| Хосе Елиас Морено       | Гонзало            |
| Мишел Дувал             | Клаудио Алтамирано |